# George Mills (Fußballspieler)
George Robert Mills (* 29. Dezember 1908 in Deptford; † 15. Juli 1970 in Torquay) war ein englischer Fußballspieler und -trainer, der vor allem für den FC Chelsea spielte und diesen später auch als Trainer übernahm.

## Karriere als Fußballer
Seinen ersten Vertrag beim FC Chelsea unterzeichnete er als Amateur im Jahr 1929. Zuvor spielte er für den FC Bromley. Bei Chelsea spielte er dann für den Rest seiner Karriere. Er war ein sehr erfolgreicher Torschütze in seiner Zeit und machte 123 Tore in 239 Spielen. Trotzdem wurde er oft übersehen und stand im Schatten von glamouröseren Spielern wie Hughie Gallacher und Joe Bambrick.
In seiner ersten Saison erzielte Mills 14 Tore in 20 Spielen für Chelsea und half ihnen damit bei der Erreichung der Football League First Division. Seine beste Saison war 1936/37, als er 22 Tore in 32 Spielen erzielte, was ihm eine Nominierung für die englische Nationalelf bescherte. Für England erzielte er drei Tore, alle während eines 5:1-Sieges gegen Nordirland am 23. Oktober 1937.
Mills war der erste Chelsea-Spieler, der mehr als 100 Ligatore erzielte, eine Leistung, die nur fünf andere seitdem erreicht haben. Mills steht auf Platz sechs der ewigen Torschützenliste Chelseas. Nach seiner aktiven Laufbahn wurde er Trainer bei Chelsea.

## Leben nach seiner aktiven Zeit im Fußball
Mills arbeitete später in der City of London für eine Druckerei und starb im Jahr 1970 während eines Urlaubs in Torquay.